# Malcolm Cacutalua
Malcolm Cacutalua (* 15. November 1994 in Troisdorf) ist ein deutsch-angolanischer Fußballspieler.

## Karriere

### Vereine
Cacutalua, der Sohn eines angolanischen Vaters und einer deutschen Mutter, begann das Fußballspielen bei der SpVgg Lülsdorf-Ranzel in Niederkassel. Weiterhin spielte er in den Jugendabteilungen der SpVg Porz, des FC Hennef 05 und des Bonner SC, bevor er sich 2006 dem 1. FC Köln anschloss. Dort wurde er 2009 ausgemustert und wechselte in seine Geburtsstadt zu den Sportfreunden Troisdorf. Nach einem Jahr beim SV Bergisch Gladbach 09 wechselte Cacutalua darauf in die Jugendabteilung von Bayer 04 Leverkusen. Am 28. Juli 2013 debütierte er für dessen zweite Mannschaft beim 1:1 gegen den SV Lippstadt 08 in der Regionalliga West. Am 30. Oktober 2013 erzielte er sein erstes Tor beim 4:0-Sieg beim SC Wiedenbrück.
Nach der Saison 2013/14 meldete der Verein seine zweite Mannschaft ab. Bereits im April 2014 stand Cacutaluas Wechsel auf Leihbasis zur Saison 2014/15 in die 2. Bundesliga zur SpVgg Greuther Fürth fest,. Dort kam er allerdings nur jeweils einmal im DFB-Pokal und in der zweiten Mannschaft in der Regionalliga Bayern zum Einsatz. Bereits Ende August 2014 wurde die Leihe noch in derselben Transferperiode beendet und Cacutalua innerhalb der 2. Bundesliga für zwei Jahre an den VfL Bochum weiterverliehen. Am 12. September 2014 kam er gegen den Karlsruher SC zu seinem ersten Spiel in der 2. Bundesliga.
Im Juli 2016 kehrte Cacutalua – mit einem Restvertrag bis 2018 ausgestattet – nach Leverkusen zurück und stieg mit dem Team von Roger Schmidt in die Sommervorbereitung ein. Anfang August 2016 wechselte er in die 2. Bundesliga zu Arminia Bielefeld, wo er einen Zweijahresvertrag erhielt. In der Saison 2016/17 kam Cacutalua auf zwölf Zweitligaeinsätze, in denen ihm ein Tor gelang. Außerdem kam er zu zwei Einsätzen in der zweiten Mannschaft in der fünftklassigen Oberliga Westfalen.
Zur Saison 2017/18 wechselte Cacutalua zum Ligakonkurrenten FC Erzgebirge Aue, bei dem er einen Zweijahresvertrag bis zum 30. Juni 2019 erhielt. Am 9. März 2019 zog sich Cacutalua im Spiel gegen den SC Paderborn 07 einen Kreuzbandriss sowie einen Riss des Außenmeniskus zu. Er fiel für den Rest der Saison 2018/19 aus.
Im Sommer 2022 wechselte er zum Zweitliga-Aufsteiger 1. FC Magdeburg. Hier konnte er sich jedoch nicht durchsetzen und kam in den folgenden anderthalb Jahren nur zu fünf Einsätzen in der 2. Bundesliga sowie vier Partien in der Reservemannschaft. Kurz nach Beginn der Saison 2024 ging Cacutalua dann weiter nach Litauen zum amtierenden Meister FK Panevėžys.

### Nationalmannschaft
Cacutalua kam am 6. September 2013 beim 2:0-Sieg gegen Polen zu seinem Debüt für die deutsche U20-Auswahl. Am 5. März 2014 gelang ihm sein erster Treffer zum 3:2-Endstand gegen die Schweiz.
Im Oktober 2015 wurde Cacutalua von Trainer Horst Hrubesch nach Ausfällen von Jonathan Tah und Niklas Stark erstmals für die U21-Nationalmannschaft nominiert und debütierte anschließend beim 6:0-Auswärtssieg gegen die Färöer.